# Tony Mendez
Antonio Joseph «Tony» Mendez (Eureka, Nevada; 15 de noviembre de 1940-Frederick, Maryland; 19 de enero de 2019) fue un oficial de operaciones técnicas retirado de la Agencia Central de Inteligencia de los Estados Unidos (CIA).

## Biografía
De padre mexicano y madre de ascendencia italiana, Mendez se especializó en el apoyo de operaciones clandestinas y encubiertas de la CIA. Fue condecorado, y era conocido ampliamente, por su manejo sobre la marcha del Subterfugio canadiense durante la crisis de los rehenes en Irán, en la cual se realizó una exfiltración de seis diplomáticos estadounidenses de Irán en enero de 1981. Los diplomáticos se hicieron pasar por un equipo de filmación canadiense, y, como parte de la operación, exhibieron pasaportes otorgados por el Gobierno de Canadá que los documentaba como ciudadanos de dicho país.
Tras la desclasificación de los registros, los detalles completos de la operación fueron reportados en 2007 en un artículo de la revista Wired escrito por Joshuah Bearman. Con base en ello se hizo una vaga adaptación de la operación en la película de 2012 Argo, dirigida por Ben Affleck (quien también encarnó a Mendez) y ganadora del premio Óscar de la Academia. Mendez también asistió a los Premios Globo de Oro de 2012 para dar un discurso sobre la película, donde estuvo nominada y posteriormente ganó el premio a la mejor película dramática.

## Publicaciones
Mendez escribió tres memorias sobre sus experiencias en la agencia:
- Master of Disguise: My Secret Life in the CIA (1999), memorias de sus experiencias en la CIA.[4]
- Spy Dust: Two Masters of Disguise Reveal the Tools and Operations that Helped Win the Cold War (2003), con Jonna Mendez y Bruce Henderson.
- Argo: How the CIA and Hollywood Pulled Off the Most Audacious Rescue in History (2012), con Matt Baglio. Una visión más detallada del Subterfugio canadiense.